# VR Dm11
Die Baureihe Dm11 waren Verbrennungstriebwagen, die von GEC-Alsthom in Spanien für die finnischen Staatsbahnen VR-Yhtymä (VR) gebaut wurde. 1995 wurden insgesamt 16 Einheiten bestellt, mit der Option auf 16 weitere zu einem Preis von 80 Millionen FIM. Die sechs gelieferten Fahrzeuge wurden nicht in den Regelbetrieb übernommen.

## Geschichte
Die Abkürzung Dm steht für finnisch diesel und moottorivaunu, gefolgt von der Nummer für die Baureihe, also auf Deutsch etwa „Dieseltriebwagen 11“. 
Die ersten Triebwagen trafen im Februar 1997 in Finnland ein, einen Monat später begannen die Testfahrten in Mittelfinnland. VR kündigte den Vertrag jedoch Ende desselben Jahres. Zu diesem Zeitpunkt waren bereits sechs Triebwagen ausgeliefert worden. 1999 wurden die Züge wieder aus Finnland abtransportiert. Eine der Einheiten wurde im Jahr 2000 in Vilnius, Litauen, gesichtet, bevor sie nach Kuba verkauft wurden. Der Triebwagen wurde inoffiziell Mandolino genannt.

## Hintergrund
VR übernahm den Dm11 aus mehreren Gründen nicht in den Regelbetrieb. Bei der Bestellung wurde ein maximales Gewicht von 37,7 Tonnen angegeben, die gelieferten Einheiten waren jedoch 9 t zu schwer. Dies führte zu Problemen, da die Triebwagen für den Nebenbahnbetrieb auf Gleisen mit geringer Achslast vorgesehen waren.
Der Geräuschpegel in den Fahrgasträumen war 12 dB höher als erwartet. Zudem froren die Fenster des Zuges im Winterbetrieb ein. Die schwarzlackierten Enden des Fahrzeuges wurden im Betrieb als Gefahr angesehen, weshalb die Front von Einheit 4401 zur besseren Sichtbarkeit gelb lackiert wurde.

## Folgen
VR startete im Dezember 1997 eine neue Ausschreibung für 12 bis 20 Züge und einer Option von weiteren 20. Der Gewinner der Ausschreibung konnte jedoch keine Züge liefern, die den Spezifikationen entsprachen, sodass VR Ende 1998 erneut eine Ausschreibung erstellen musste. Es gingen nur drei Angebote ein, von denen keines das Interesse des Unternehmens weckte. Ende 1999 wurde die dritte Ausschreibung mit gleichen Anforderungen veröffentlicht. Schließlich gewann ČKD Vagonka (später Škoda Vagonka) im Jahr 2001 die Ausschreibung mit einem Triebwagen, der die Baureihenbezeichnung Dm12 tragen sollte. Die Betriebsnummern des Dm11 (4401–4406) wurden für die Dm12-Züge wiederverwendet.